# Phylica emirnensis
Phylica emirnensis är en brakvedsväxtart som först beskrevs av Louis René Tulasne, och fick sitt nu gällande namn av Neville Stuart Pillans. Phylica emirnensis ingår i släktet Phylica och familjen brakvedsväxter. Inga underarter finns listade i Catalogue of Life.